# Throscinus schwarzi
Throscinus schwarzi is een keversoort uit de familie dwergpilkevers (Limnichidae). De wetenschappelijke naam van de soort werd in 1904 gepubliceerd door Schaeffer.